# 今井 (松本市)
今井（いまい）、大字今井は長野県松本市の南西部の地名。郵便番号は390-1131。

## 概要
隣接する神林、笹賀、塩尻市洗馬にまたがる、信州スカイパーク（別名を松本平広域公園といい、やまびこドーム、アルウィン、陸上競技場、松本市営サッカー場、松本市馬術競技場、今井市民プール、松本市空港図書館等が含まれる）、デリシア本社のある松本市南西工業団地、松本空港の滑走路、今井ニュータウン、松本市立今井小学校、松本養護学校、今井郵便局、宝輪寺、正覚院がある。信州スカイパークの北西側は西南工業団地、南側は今井ニュータウンとなっている。松本養護学校周辺には住宅が集中しているが、そのほかの場所は住宅と田畑が混在している。

## 交通
路線バスは松本バスターミナルから松電バス空港今井線が長野県道296号松本空港線と長野県道298号土合松本線を経由して、下今井まで運行されている。今井地区には、松本バスターミナル…信州まつもと空港…松本空港入口～信州スカイパーク体育センター～北耕地口～下今井の停留所がある。かつては空港朝日線といい、路線名に示されている通り下今井以遠にある朝日村の御馬越まで路線が伸びていたが、小野沢までと上今井まで二段階に分けて廃止され、信州まつもと空港～藤岡前～今井小学校～今井保育園～今井局前～堂村公民館前～堂村境～上今井間は欠損の一部を松本市から補助されることにより、細々と平日のみ運行されていたが2023年3月31日を以て下今井 - 上今井間が廃止され路線名が空港今井線に改められた。
また鉄道を利用する場合はJR東日本篠ノ井線の広丘駅や村井駅が最寄りである。

## 歴史
源義仲（木曽義仲）の四天王の一人、中原兼平がこの地を領して今井四郎兼平を称した。
宝輪寺は兼平が開基とされ法燈が残るほか、今井神社（兼平明神）には兼平の形見石が埋められている。
現在も子孫の「今井」氏が在住する。

## 俗地名
俗地名では北今井（北部）、東耕地（中北部）、北耕地（北東部）、中沢（中央部）、中村（中央部）、西耕地（中央部）、野口（中央部）、堂村（中南部）、上新田（中南部）、西原開拓（中西部）、古池（西端）、下新田（中東部）、境新田（中東端）などが該当する。

## 世帯数と人口
2018年（平成30年）10月1日現在の世帯数と人口は以下の通りである。
| 大字 | 世帯数    | 人口    |
| ---- | --------- | ------- |
| 今井 | 1,585世帯 | 4,014人 |

## 小・中学校の学区
小中学校の学区は以下の通りである。
| 町会名             | 小学校             | 中学校                                   |
| ------------------ | ------------------ | ---------------------------------------- |
| 笹賀菅野の一部     | 松本市立菅野小学校 | 松本市立菅野中学校                       |
| それ以外の大字今井 | 松本市立今井小学校 | 松本市山形村朝日村中学校組合立鉢盛中学校 |